# Pascual Pérez Choví

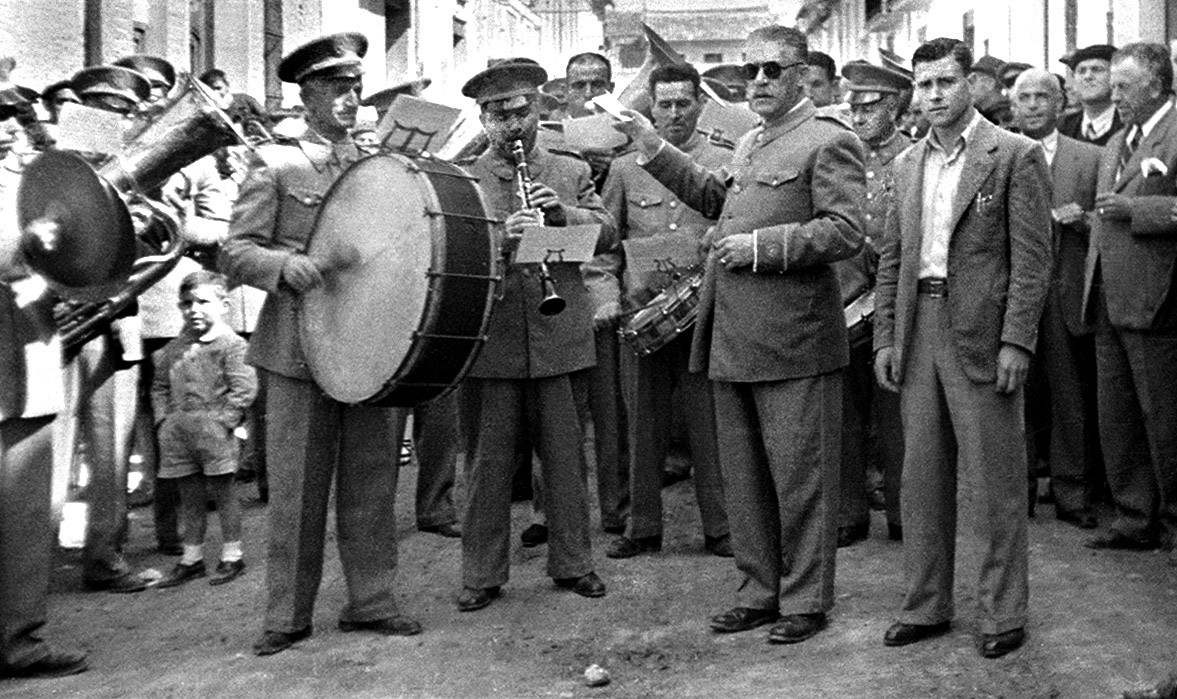
Estreno del Pasodoble Juliet, de Justiniano Latorre Rubio, dirigido por Pascual Pérez Choví, en presencia de Julio Palau Lozano, en 1947

Pascual Pérez Choví, compositor y director de orquesta español, mundialmente conocido por el pasodoble "Pepita Greus".

## Biografía
Pascual Pérez Choví nació en Carlet, Provincia de Valencia (España) el 26 de febrero de 1889 y falleció en Alginet (Valencia) el 3 de diciembre de 1953.
Comienza sus estudios musicales a la edad de 7 años, tomando lecciones de solfeo y clarinete del profesor Aguado, director de la Banda Municipal de Valencia. A los 11 años comienza a tocar en esta Banda, tocando primero el clarinete en mi bemol y después en si bemol. Continuaría sus estudios en 1920 con el Maestro Navarro, director de la capilla militar de Valencia y después pasaría a dirigir algunas bandas de música como la Banda de Música “Sociedad Artística Musical de Alginet” en 1923. Esta Banda ganó dos segundos premios al volver al “Certamen Internacional de Bandas de Música Ciudad de Valencia”, en los años 1924 y 1925. En 1926 estrenaría en este Certamen el pasodoble "Pepita Greus", obteniendo el primer premio. En 1930 vuelven a conseguir el primer premio en Valencia, otro primer premio en el “Certamen de Requena”, (Valencia) y un segundo en el “Certamen de Benifayó”, Valencia.
Fue empleado del Banco Popular Español, llegando a ser oficial primero, según aparece en el listado oficial de 1 de enero de 1936.

## Composiciones
- Pepita Greus, pasodoble (dedicado a la poetisa Ángela Josefa Greus Sáez), 1925
- El colegial, pasodoble
- Flores de España, pasodoble
- Dolores, pasodoble
- Mimosita, serenata
- Flor de lys, polka para trompeta, clarinete y saxo
- Fiel amigo, vals
- Mariola, vals
- Entre azahar, vals
- A ti, polka para clarinete

## Vídeos de “Pepita Greus”
- Orquesta de pulso y púa
- Fairfax Wind Symphony, Virginia